# Rhopalomyia goodeniae
Rhopalomyia goodeniae är en tvåvingeart som beskrevs av Peter Kolesik 1996. Rhopalomyia goodeniae ingår i släktet Rhopalomyia och familjen gallmyggor. Inga underarter finns listade i Catalogue of Life.